# Jo-Ann Kelly
Jo-Ann Kelly (Londra, 5 gennaio 1944 – Londra, 21 ottobre 1990) è stata una cantante e chitarrista inglese esponente del British blues.

## Biografia

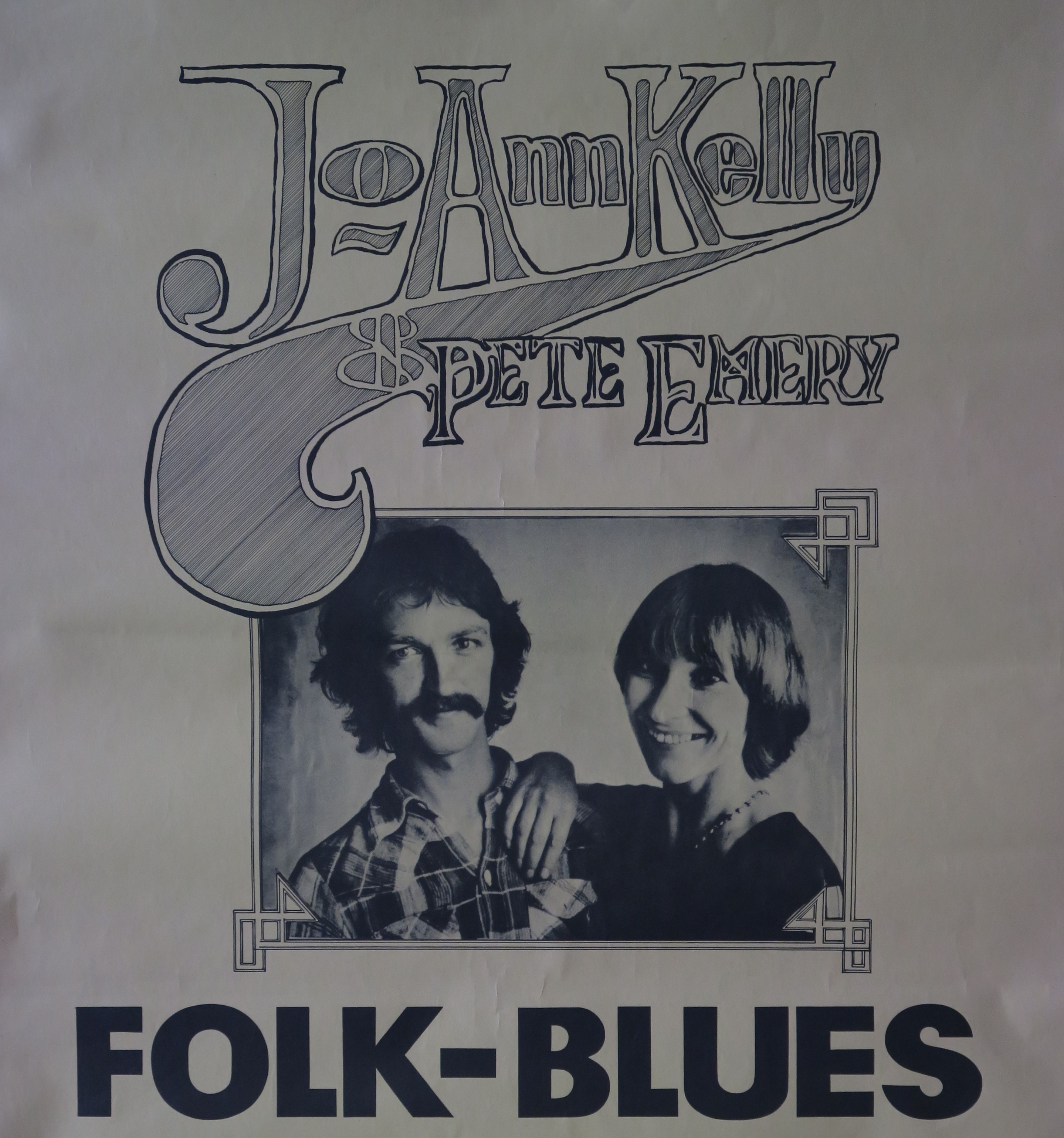
Jo-Ann Kelly & Pete Emery Folk-Blues

Attiva nella scena musicale inglese fin dagli anni sessanta, chitarrista, cantante e compositrice, condivise con il fratello Dave Kelly la grande passione per la musica blues: i loro maestri furono Mississippi Fred McDowell, Robert Johnson, Bukka White e i bluesman del Delta Blues. È stato un esempio unico (insieme forse a Christine Perfect alias (Christine McVie)) di musicista donna nel fenomeno del British blues. Si esibiva prevalentemente da sola alla voce e chitarra  e/o in duo con il fratello Dave Kelly. Nella sua lunga carriera ha suonato e inciso anche con musicisti americani. Nel 1989 cominciò a soffrire di dolori alla testa e nell'ottobre del 1990 morì a causa di un tumore al cervello.

## Discografia
- Tony McPhee "Me And The Devil" Liberty Records (1968)
- Tony McPhee "I Asked for Water, She Gave Me Gasoline" Liberty Records (1969)
- Jo-Ann Kelly - "Jo-Ann Kelly" 1969
- Tramp - "Tramp" 1969  (con Dave Kelly e il nucleo dei Fleetwood Mac)
- Tramp - "Put on record on" 1970 (con Dave Kelly e il nucleo dei Fleetwood Mac)
- Jo-Ann Kelly  - "Some things of your minds" 1971
- AA.VV. - "History of British Blues volume 1" 1973 (un brano)
- Jo-Ann Kelly with John Fahey, Mann, Miller 1972
- Jo-Ann Kelly - Do it 1976
- Jo-Ann Kelly - It's Whoopie   Columbia 1978
- Jo-Ann Kelly - Jo Ann Kelly Band 1983
- Jo-Ann Kelly - Just Restless   Appaloosa  1984
- Jo-Ann Kelly - Jo Ann Kelly 1988
- Jo-Ann Kelly - Do It and More Manhaton  1989 - ultima incisione
- Jo-Ann Kelly - Talkin' Low Rare And Unissued Recordings 1966 - 1988 volume 2  - 2000

## Collaborazioni
- John Dummer - Cabal/John Dummer Band  CD (1968)
- Mississippi Fred McDowell - Matchbox Days  (1997)
- Mississippi Fred McDowell - Shake 'Em On Down  (1998)
- Slide Guitar: Streamline Special  (1998)
- Dello Thedford Dello Thedford & The Gospel Symphonic Choir  (2000)
- Blues Guitar Women  (2005)
- Mississippi Fred McDowell - London Calling  (2006)
- Goodbye Nashville, Hello Camden Town: A Pub Rock Anthology  (2007)